# Montes Haemus
Montes Haemus – góry księżycowe na południowo-zachodnim brzegu Mare Serenitatis. Współrzędne selenograficzne wynoszą ☾ 19,9°N 9,2°E/19,900000 9,200000. Zostały odkryte opisane i nazwane przez Jana Heweliusza. Nazwa pasma górskiego pochodzi od  gór Haemus, greckiej nazwy Starej Płaniny.